# File System Visualizer
File System Visualizer（ファイルシステムビジュアライザ、略称fsv）はOpenGLを用いた3次元コンピュータグラフィックスファイルブラウザである。シリコングラフィックス (SGI) がIRIXシステム用に開発したファイルマネージャfsnのクローンであり、Daniel Richard G.がLinuxや他のUnix系オペレーティングシステム用に開発した。

## 表示モード
fsv はファイルシステムを2つの方法で表示できる。
MapV モード
ファイルやディレクトリは高さの等しい直方体として表示され、直方体の大きさはファイルやディレクトリの容量を表す。
TreeV モード
ファイルやディレクトリは比較的従来のツリー表示に近い形で表示される。親ディレクトリと子ディレクトリとは線で繋がれ、ディレクトリ内のファイルはその容量に対応した高さの柱としてディレクトリの上に林立する。
どちらの表示モードでも、ファイルやディレクトリを通常どおり2次元ツリーで表したものがウィンドウの左寄りに表示される。3次元表示されたファイルシステムはマウスで回転することができ、また "Eagle Eye" 機能で鳥瞰図を表示することもできる。

## ファイル操作
File System Visualizer では表示したファイルやディレクトリを操作することもできる。